# Canadian Operational Support Command
Das Canadian Operational Support Command (CANOSCOM) (Französisch: Commandement du soutien opérationnel du Canada or COMSOCAN) war eines von vier Oberkommandos der kanadischen Streitkräfte. Das Oberkommando unterstützte die Streitkräfte bei Inlands und Auslandseinsätzen mit allgemeiner Logistik, Ingenieureinheiten, Infrastruktur, Kommunikations und IT-Systemen, medizinischen Einheiten und der Militärpolizei. 2012 sind seine Aufgaben weitgehend an das Canadian Joint Operations Command übergegangen.

## Einheiten
- Canadian Materiel Support Group (CMSG) 
  - 7 Canadian Forces Supply Depot
  - 25 Canadian Forces Supply Depot
  - CF Ammunition Depot Bedford
  - CF Ammunition Depot Dundurn
  - CF Ammunition Depot Rocky Point
  - CF Ammunition Depot Detachment Angus

- Canadian Forces Joint Signal Regiment

- Operational  Engineer Group
  - 1 Engineer Support Unit

- Canadian Forces Joint Support Group 
  - CFJSG HQ
  - 3 Canadian Support Unit
  - 4 Canadian Forces Movement Control Unit
  - CF Postal Unit

- Operational Support Military Police Group
  - Canadian Forces Protective Services Unit

- Canoscom Headquarters